# Pure Noise Records
Pure Noise Records és un segell discogràfic nord-americà de música hardcore punk i metalcore amb seu a Berkeley.
Pure Noise Records va ser fundat per Jake Round l'any 2009, mentre era redactor a la revista AMP. Tot va començar quan els seus amics del grup No Bragging Rights van dir-li que 

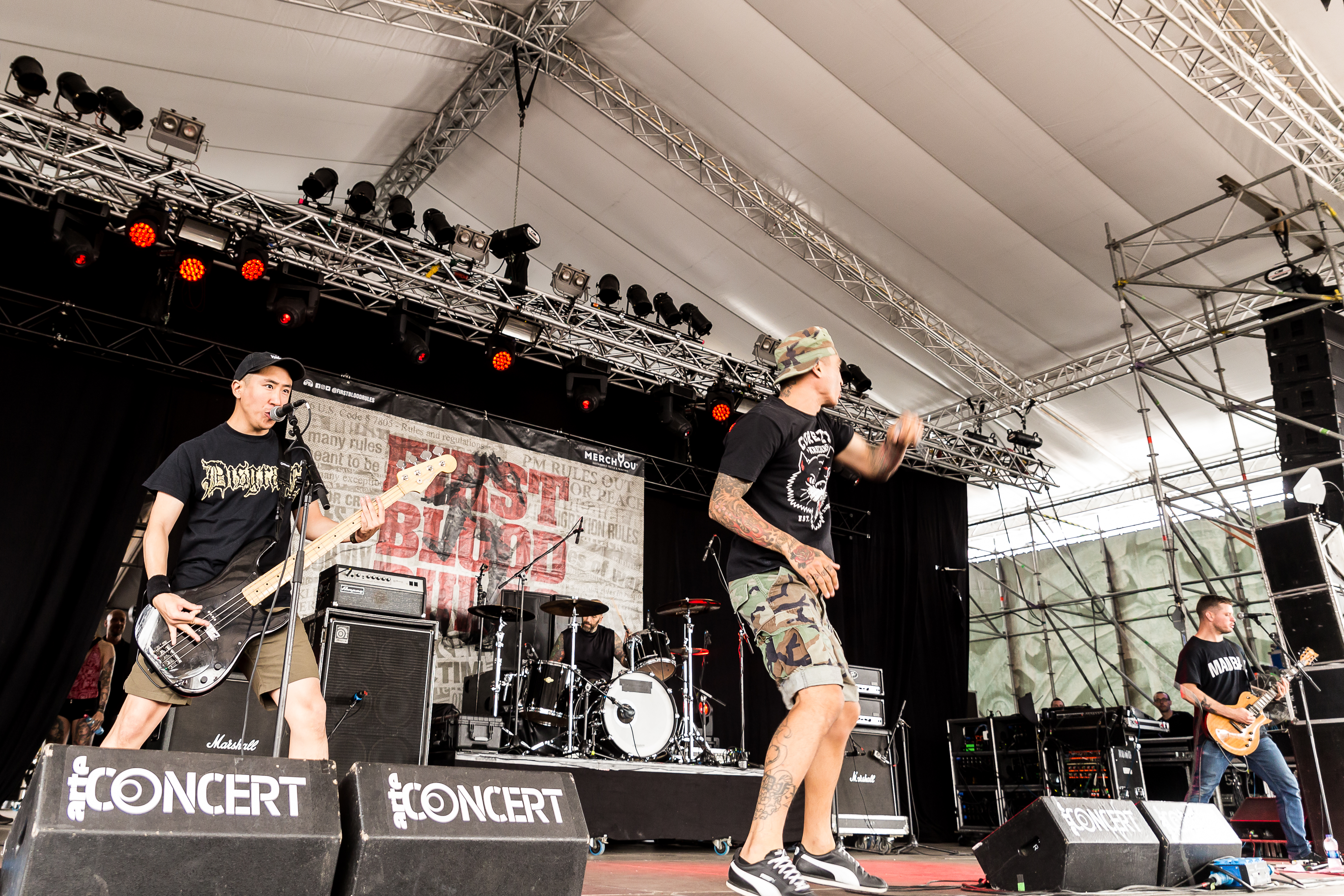
First Blood a Ferropolis el 2018

buscaven una nova discogràfica i Round va optar per produir el disc ell mateix. Abans d'això, Round havia treballat per Fat Wreck Chords. Si bé la discogràfica va començar com una aventura semiprofessional, i només havia publicat cinc discos a la fi de 2010, l'any 2014 alguns dels grups de la discogràfica van participar al festival Warped Tour i ja havien venut 50.000 còpies dels seus àlbums. El catàleg de la discogràfica ha venut més de 280.000 discos a partir de març de 2014. Entre els seus fitxatges estan Vanna i Hit the Lights.

## Artistes
| Actuals - The Amity Affliction - Bearings - Belmont - Best Ex - Boston Manor - Can't Swim - Chamber - Cory Wells - Counterparts - Drug Church - Elder Brother - First Blood - Four Year Strong - Gardenhead - Graduating Life - Hawthorne Heights - Homesafe - Inclination - Jule Vera - Just Friends - Knocked Loose - Left Behind - Less Than Jake - Like Pacific | - Lizzy Farrall - Masked Intruder - Meg & Dia - Microwave - Moon Tooth - Reggie and the Full Effect - Rotting Out - Sanction - Seaway - SeeYouSpaceCowboy - Senses Fail - Selfish Things - Sharptooth - Spanish Love Songs - Speak Low If You Speak Love - State Champs - Stick to Your Guns - The Story So Far - Terror - TO Zone - The Warriors - Year of the Knife - Youth Fountain | Antics - All Shall Perish - Alex Correia - The American Scene - Brigades - Casey Bolles - Create Avoid - Daybreaker - Front Porch Step - Forever Came Calling - Gates - Gnarwolves - Handguns - Heart to Heart - Hit the Lights | - I Call Fives - Landscapes - Living with Lions - Man Overboard - Matthew Vincent - Misser - My Iron Lung - No Bragging Rights - No Good News - Second to Last - Sights & Sounds - To the Wind - Troubled Coast - Vanna |